# Стефанія Фернандес
Стефанія Фернандес Крупій (ісп. Stefanía Fernández Krupij; нар. 4 вересня 1990) — венесуельська фотомодель, Міс Венесуела 2008 року та Міс Всесвіт 2009 року.

## Біографія
Стефанія Фернандес народилася 4 вересня 1990 року в Мериді в сім'ї іммігрантів українського та галісійського походження. В дитячому та підлітковому віці деколи брала участь в різноманітних показах в ролі моделі. Згодом зацікавилася конкурсами краси. У неї зріст 178 см. У 2008 році була вибрана представницею від штату Трухільйо на конкурс Міс Венесуела.
10 вересня 2008 року, через шість днів після свого вісімнадцятиріччя була коронована як Міс Венесуела-2008. Титул їй перейшов від переможиці минолого року Дайани Мендоси. Стефанія представляла свою країну на конкурсі Міс Всесвіт-2009, який пройшов 23 серпня 2009 року на Багамах.
Стефанія Фернандес стала другою Міс Трухільйо, якій вдалось виграти національний конкурс Міс Венесуела. Першою була Барбара Паласіос, яка стала Міс Венесуела-1986 та Міс Всесвіт-1986.
Є переможницею «Міс Всесвіт 2009». Ця перемога була внесена у список Книга рекордів Гіннесса.
Захоплюється тенісом та плаванням.